# Гребля Тішрін
Гребля Тішрін (араб. سد تشرين або Гребля Жовтня) — гребля на Євфраті, розташована в 90 км на схід від Алеппо в провінції Алеппо, Сирія. Будівництво тривало з 1991 по 1999 рік. Рятувальні розкопки в області, які мали бути затоплені водосховищем греблі надали важливу інформацію про древні поселення що відносяться до докерамічного неоліту А (PPNA).

## Характеристика греблі і водосховища
Гребля Тішрін — кам'яно-накидна гребля з будівлею ГЕС, розташована вище за течією від греблі Табка..Гребля має 40 м заввишки і 6 гідротурбін здатних виробляти 630 МВт. Річна потужність виробництва ГЕС Тішрін греблі може становити 1,6 мільярда кіловат-годину Водосховище має 60 км завдовжки і об'єм 1,3 км³. Крім Євфрату, водосховище греблі Тішрін використовує воду річки Саджур.
Будівництво почалося у 1991 році і було завершено у 1999 році. Однією з причин для будівництва греблі Тішрін була нижча, від запланованої вихідна потужність ГЕС Табка , через меншу кількість води що надходить з Туреччини. Відсутність належного технічного обслуговування, також є ймовірною причиною заникої продуктивностіГребля Тішрін є останньою з трьох гребель, що Сирія побудувала на Євфраті. Дві інших греблі: Табка, побудована у 1973 році, і Баас, побудована у 1986 році. Сирія до початку громадянської війни планувала побудувати четверту греблю на річці Євфрат між Ар-Ракка і Дейр-ез-Зор — Халябі-Залябія.

## Дивись також
- Каскад ГЕС на Євфраті
- Водосховище Тішрін

## Ресурси Інтернету
- http://www.diplomatie.gouv.fr/fr/actions-france_830/archeologie_1058/les-carnets-archeologie_5064/orient-ancien_5067/syrie-jerf-el-ahmar_5482/index.html [Архівовано 27 жовтня 2011 у Wayback Machine.]